# Všenice
Všenice település Csehországban, Rokycanyi járásban. Všenice Břasy és Bušovice településekkel határos. Lakosainak száma 288 fő (2024. január 1.).

## Népesség
A település lakosságának változását az alábbi diagram mutatja:
| Lakosok száma | 324  | 305  | 362  | 323  | 244  | 237  | 275  | 268  | 283  | 288  |
|               | 1869 | 1900 | 1921 | 1961 | 1980 | 2011 | 2016 | 2019 | 2021 | 2024 |